# Tính Chúc Đạo Chu
Tính Chúc Đạo Chu (năm 1698 – ngày 25 tháng 5 năm 1775) là một vị Thiền sư, cao tăng Việt Nam đời Lê Trung Hưng, thuộc đời thứ 34 tông Tào Động.

## Tiểu sử
Sư họ Hoàng, sinh năm Mậu Dần (1698), quê tại làng Đa Cốc, xã Vũ Tiên, huyện Kiến Xương, trấn Sơn Nam (nay thuộc xã Nam Bình, huyện Kiến Xương, tỉnh Thái Bình).
Khi lớn lên sư suy nghĩ về lý sinh tử luân hồi cảm thấy chán ngán, bèn đến chùa cạo tóc xuất gia, lúc đó sư được 17 tuổi (1716).
Sư có đến học Thiền với Thiền sư Như Trương của tông Lâm Tế nhưng không ngộ được yếu chỉ. Sau sư lại đến tham học với Thiền sư Từ Sơn Hạnh Nhất tại chùa Hòe Nhai và được khai ngộ. Thiền sư Từ Sơn Hạnh Nhất phó chúc cho sư rằng: "Thay ta nối tông Tào Động, xiển dương thiền giáo" và ban pháp tự là Tính Chúc. Kể từ đó sư trở thành truyền nhân tông Tào Động đời thứ 34.
Năm 1723, triều đình mở khoa sát hạch tăng sĩ, sư có dự thi. Đến năm 1732, sư tiếp tục tham gia khoa sát hạch tăng sĩ của triều đình và đỗ hạng ưu, được ban giới đao độ điệp vào năm 1735.
Năm 1740, sư được triều đình ban hiệu là Bản Lai Hoà thượng. Đến năm 1745 lại sắc phong hiệu Bản Lai Hòa thượng Đạo Chu Thiền sư.
Về công hạnh của sư, sư có rất nhiều đóng góp trong hoạt động truyền bá, in khắc kinh điển cho Phật giáo đương thời như phụ giúp thầy là Thiền sư Từ Sơn Hạnh Nhất đọc duyệt lại nội dung bộ Ngự chế Thiền Điển Thống Yếu Kế Đăng Lục, tổ chức khắc in các kinh luận như Thực Tướng Bát Nhã Ba La Mật Kinh, Thuỷ Lục Chư Khoa, Hương Sơn Bảo Quyển, Tam Giáo Nhất Nguyên Thuyết...
Sư cũng xây dựng chùa Báo Quốc tại thôn Bình Vọng, huyện Thượng Phúc, phủ Thường Tín, trấn Sơn Nam vào năm 1723 để làm nơi đào tạo tăng chúng vào giáo hóa phật tử địa phương. Ngoài ra, sư cũng từng trụ trì và hoằng pháp ở các chùa như chùa Hòe Nhai ở Thăng Long, chùa Đại Bi ở xã Bối Khê.
Trong thời gian giữ chức Tăng chính là một chức vụ quan trọng của Tăng Lục Ty (tạm hiểu là cơ quan quản lý Phật giáo về mặt hành chính dưới thời phong kiến), sư đã có nhiều nỗ lực trong công tác ổn định và phát triển Phật giáo.
Vào giờ Sửu ngày 25 tháng 5, niên hiệu Cảnh Hưng thứ 36 (1775), Thiền sư Tính Chúc Đạo Chu viên tịch, thọ 78 tuổi, vua ban thụy hiệu là Phổ Hóa Độ Sinh Bồ Tát. Đệ tử tổ chức tang lễ, làm lễ trà tỳ và xây ba ngôi tháp tại chùa Linh Sơn Sùng Nham, chùa Thanh Phong và chùa Báo Quốc, theo thứ tự một ngôi tháp an trí linh cốt, một ngôi tháp an trí búi tóc và một ngôi tháp an trí pháp y của sư. Lễ nhập tháp được tổ chức vào ngày 20 tháng 6 cùng năm. Đến tháng 10 cùng năm, đệ tử là Hải Tại Trí Thiếp soạn bài Hậu tháp ký để nêu rõ về hành trạng cuộc đời của sư.